# Шевардени-1906
«Шевардени-1906» (груз. შევარდენი-1906) — грузинский футбольный клуб из Тбилиси. Клуб выступал в высшем дивизионе чемпионата Грузии (Умаглеси лига) с первого розыгрыша в 1990 году по сезон 2000/01 годов, в ходе чемпионата 1996/97 он объединился с командой первой лиги «Университет» (Тбилиси) в новую команду ТГУ.

## История
Общественный деятель и педагог Ярослав Сватош пригласил в Грузию тренеров по гимнастике из пражского спортивного общества «Сокол», организовавших в Тифлисе спортивную секцию под тем же названием (в дальнейшем — «Шевардени»). Во главе его стоял Антонин Лукеш.
Гимнастическое общество в Тбилиси объединилось 9 декабря 1898 года и в сентябре 1907 года первым во всей Российской империи получило право называть своё общество «сокольским».
Под руководством А. Лукеша, И. Новака и Г. Эгнаташвили, интернациональная группа тифлисских гимнастов заняла сначала второе, а затем и первое место на всемирных слётах гимнастов в Праге. Эти турниры приравнивались к чемпионатам мира по гимнастике. За высокие достижения спортсменов из Грузии называли «соколами с берегов Куры».
Первое упоминание о грузинском футболе относится к 1911 году. Тогда впервые состоялся матч с участием команды «Сокол» и сборной игроков различных кружков — 1:0 (23.10.1911, Тифлис).
Футбольный клуб был основан в 1906 году как «Шевардени» (Тифлис). До 1986 года выступал в локальных соревнованиях. В 1987 году дебютировал в первенстве СССР, играя в 9-й зоне второй лиги.
В 1990 году сменил название на «Шевардени-1906» и дебютировал в первом чемпионате независимой Грузии.
1 июня 1996 года объединился с клубом «Университет» (Тбилиси), созданным за год до этого, 1 июля 1995 года. Клуб стал называться ТГУ и представлять Тбилисский Государственный Университет. 1 июля 1997 года объединился с клубом «Армази» (Мцхета). В сезоне 2000/01 годов ТГУ-«Армази» (Тбилиси) занял 9-е место и вылетел в первую лигу. Со следующего сезона стал выступать под старым названием ТГУ (Тбилиси). В сезоне 2003/04 Первой лиги ТГУ занял 8-е место, после чего был расформирован. В 2015 году «Шевардени-1906» был воссоздан. По итогам сезона 2017 года вышел из Лиги 3 во Эровнули лигу 2. В 2022 году по ходу сезона, в мае, вместе с клубом «Динамо» (Зугдиди) «Шевардени-1906» был исключён из соревнований с аннулированием результатов проведённых матчей за действия, связанные со ставками на спортивные события, ряд игроков получили дисквалификации на различные сроки.

## Названия
- 1906—1989 — «Шевардени»
- 1990—1996 — «Шевардени-1906»
- 1996—2000 — ТГУ
- 2000—2001 — ТГУ «Армази»
- 2001—2002 — ТГУ
- с 2002 — «Шевардени-1906»

Комментарий:
1. ↑  В розыгрышах Кубка Грузии сезонов 1990 и 1991/92 помимо «Шевардени-1906» принимала участие команда «Шевардени» из Зугдиди[6].

## Достижения
- Серебряный призёр чемпионата Грузии: 1992/93
- Чемпион Грузинской ССР: 1986
- Обладатель Кубка Грузинской ССР: 1988

## Состав
на 2019 год
| №  |              | Поз. | Имя                | Год рождения |
| -- | ------------ | ---- | ------------------ | ------------ |
| 1  | Флаг Грузии  | Вр   | Георгий Надирадзе  | 1992         |
| 2  | Флаг Грузии  | Защ  | Арчил Басария      | 2000         |
| 3  | Флаг Грузии  | Защ  | Бека Харшиладзе    | 2000         |
| 4  | Флаг Украины | Защ  | Ираклий Циколия    | 1987         |
| 5  | Флаг Украины | Защ  | Рудольф Сухомлинов | 1993         |
| 7  | Флаг Грузии  | ПЗ   | Важа Немсадзе      | 1990         |
| 8  | Флаг Грузии  | ПЗ   | Лука Угрелидзе     | 1998         |
| 9  | Флаг Грузии  | Нап  | Георгий Магалдадзе | 1994         |
| 10 | Флаг Украины | ПЗ   | Михаил Козак       | 1991         |
| 11 | Флаг Грузии  | ПЗ   | Звиад Сихарулия    | 1992         |
| 13 | Флаг Грузии  | Защ  | Леван Хунцария     | 2000         |
| 16 | Флаг Грузии  | Вр   | Георгий Сомхишвили | 1980         |
| 17 | Флаг Грузии  | Нап  | Георгий Гвасалия   | 1998         |
| 18 | Флаг Грузии  | Защ  | Давид Одикадзе     | 1981         |
| 19 | Флаг Грузии  | Защ  | Важа Ломашвили     | 1985         |

| №  |                   | Поз. | Имя                     | Год рождения |
| -- | ----------------- | ---- | ----------------------- | ------------ |
| 20 | Флаг Украины      | ПЗ   | Александр Вечтомов      | 1988         |
| 21 | Флаг Грузии       | ПЗ   | Леван Пацация           | 2001         |
| 22 | Флаг Украины      | Нап  | Денис Скепский          | 1987         |
| 23 | Флаг Грузии       | Защ  | Николоз Джишкариани     | 1990         |
| 25 | Флаг Грузии       | Нап  | Тамаз Бабунадзе         | 2000         |
| 26 | Флаг Грузии       | Защ  | Давид Кохия             | 1993         |
| 27 | Флаг Израиля      | ПЗ   | Аркадий Гальперин       | 1992         |
| 28 | Флаг Грузии       | Вр   | Лаша-Георгий Гургенидзе | 1999         |
| 30 | Флаг Грузии       | ПЗ   | Георгий Курдадзе        | 1992         |
| 32 | Флаг Грузии       | Нап  | Элгуджа Янгвеладзе      | 2001         |
| 33 | Флаг Украины      | ПЗ   | Евгений Чепурненко      | 1989         |
| 38 | Флаг Грузии       | ПЗ   | Лука Васадзе            | 2001         |
| 39 | Флаг Грузии       | Защ  | Тома Хубашвили          | 1998         |
| 40 | Флаг Грузии       | Вр   | Давид Сомхишвили        | 2002         |
| 41 | Флаг Азербайджана | ПЗ   | Мурад Исмаилзаде        | 1998         |

- Главный тренер — Паата Метревели
- Ассистент/тренер по физподготовке — Кахабер Аладашвили
- Тренер вратарей — Тамаз Одикадзе
- Тренер команды до 19 лет — Ираклий Васадзе
- Тренер команды до 17 лет — Гурам Долидзе
- Тренер команды до 15 лет — Важа Немсадзе
- Тренер команды до 10 и 14 лет — Георгий Меликишвили
- Спортивный директор — Ираклий Кварацхелия